# Onitis curvipes
Onitis curvipes (лат.) — вид пластинчатоусых жуков из подсемейства скарабеин. Распространён в Ботсване и Намибии. Населяют местности с суглинистой почвой, пастбища и пахотные земли.